# Song Ji-hyo
Song Ji-hyo (* 15. August 1981 in Pohang), wirklicher Name Cheon Seong-im, ist eine südkoreanische Schauspielerin. Sie gehört zur Stammbesetzung der populären Variety-Show Running Man.

## Leben
Song Ji-hyos Schauspielkarriere begann durch einen kurzen Auftritt in dem Drama Age of Innocence. 2003 ergatterte sie die Hauptrolle für den Horrorfilm Wishing Stairs. Dafür wurde sie für den Blue Dragon Award als beste neue Schauspielerin nominiert. Es folgte eine weitere Hauptrolle in dem Kriminalthriller Some (2004) an der Seite von Go Soo.
2006 spielte sie Hauptrollen in den Fernsehserien Princess Hours und Jumong. Beide waren sehr erfolgreich in Asien. 2008 spielte sie die Königin in dem Historienfilm Blood & Flowers – Der Wächter des Königs von Yoo Ha. Der Film erreichte knapp vier Millionen Kinobesucher in Südkorea.
Seit 2010 gehört Song zur Stammbesetzung der Variety-Sendung Running Man. 2012 spielte sie eine Polizisten in Park Hoon-jungs Thriller-Noir New World. 2016 konnte sie sich in der chinesischen Unterhaltungsindustrie durchsetzen. Dort nahm sie an der chinesischen Version des südkoreanischen Fernsehformats We Got Married an der Seite von Chen Bolin teil und spielte Hauptrollen in den Filmproduktionen 708090 und Super Express (beide 2016). 2017 erhielt sie auf KBS eine eigene Schönheitsshow (송지효의 뷰티뷰 Song Ji-hyo-ui Beauty View) und produzierte ihr eigenes Reality-Programm. 2018 spielte sie Hauptrollen in der Komödie What a Man Wants von Lee Byeong-heon und in dem Actionfilm Unstoppable an der Seite von Ma Dong-seok.

## Filmografie

### Filme
- 2003: Wishing Stairs (여고괴담 3: 여우계단 Yeogogoedam 3: Yeougyedan)
- 2004: Some (썸)
- 2007: Sex Is Zero 2 (색즉시공 2 Saekjeugsigong 2)
- 2008: Blood & Flowers – Der Wächter des Königs (쌍화점 Ssanghwajeom)
- 2011: Late Blossom (그대를 사랑합니다 Geudae-reul Saranghamnida)
- 2012: Jackal Is Coming (자칼이 온다 Jakari Onda)
- 2013: Maritime Police Marco (koreanische Synchronisierung)
- 2013: New World (신세계 Sinsegye)
- 2016: 708090
- 2016: Super Express (超级快递)
- 2018: What a Man Wants (바람 바람 바람 Baram Baram Baram)
- 2018: Unstoppable (성난황소 Seongnanhwangso)
- 2020: Intruder (침입자 Chimipja)

### Fernsehserien

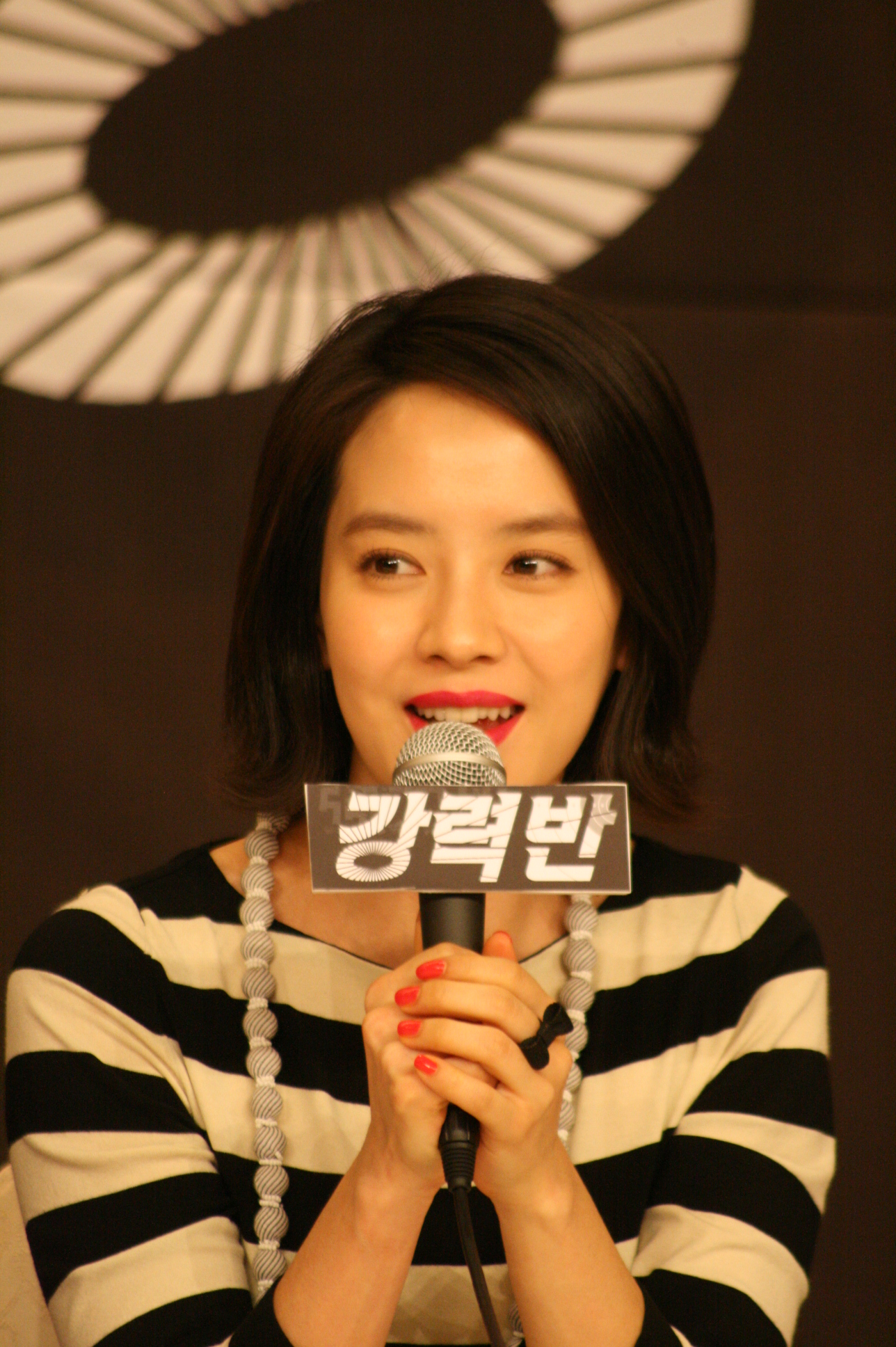
Song Ji-hyo auf einer Pressekonferenz zu Detectives in Trouble (2011).

- 2002: Age of Innocence (순수의 시대, SBS, Folge 16)
- 2006: Princess Hours (궁 Gung, MBC)
- 2007: Jumong (주몽, MBC)
- 2011: Detectives in Trouble (강력반 Gangnyeongban, KBS2)
- 2011: Gyebaek (계백, MBC)
- 2013: Heaven’s Order: The Fugitive of Joseon (천명: 조선판 도망자 이야기, KBS2)
- 2014: Emergency Couple (응급남녀 Eunggeumnamnyeo, tvN)
- 2015: Ex-Girlfriend Club (구여친클럽 Guyeochin Club, tvN)
- 2016: Listen to Love (이번 주, 아내가 바람을 핍니다, JTBC)
- 2016: Entourage (안투라지, tvN)
- 2017: Drama Stage: B-Juim-gwa Love Letter (B주임과 러브레터, tvN)
- 2017: 29gram (Webdrama, DIA TV)
- 2018: Lovely Horribly (러블리 호러블리, KBS2)
- 2020: Did We Love? (우리 사랑했을까?, JTBC)

## Auszeichnungen
SBS Entertainment Awards
- 2010: Sonderpreis in der Kategorie Variety für Running Man[3]
- 2011: Excellence Award in der Kategorie Variety für Running Man[4]
- 2013: Top Excellence Female Award für Running Man[5]
- 2015: Top Excellence Award in der Kategorie Variety für Running Man[6]